# Charles Stanhope, III conte di Harrington
Charles Stanhope, III conte di Harrington (17 marzo 1753 – Brighton, 5 settembre 1829), è stato un nobile e ufficiale inglese.

## Biografia
Era il figlio di William Stanhope, II conte di Harrington, e di sua moglie, Lady Caroline FitzRoy, figlia di Charles FitzRoy, II duca di Grafton. Studiò a Eton College.

## Carriera
Entrò nel Coldstream Guards nel 1769. Per un certo periodo è stato deputato per Thetford e poi per Westminster. Nel corso della campagna di Saratoga nella guerra d'indipendenza americana, comandò il 29º reggimento di fanteria dei Grenadier e fu aiutante di campo del generale John Burgoyne.

## Matrimonio
Sposò, il 23 maggio 1779 a Londra, Jane Fleming, figlia di Sir John Fleming, I Baronetto. Ebbero undici figli:
- Charles Stanhope, IV conte di Harrington (8 aprile 1780-3 marzo 1851);
- Lord Lincoln Edwin Robert Stanhope (26 novembre 1781-29 febbraio 1840);
- Lady Anne Mary Stanhope, duchessa di Bedford (3 settembre 1783-3 luglio 1857), sposò Francis Russell, VII duca di Bedford, ebbero un figlio;
- Leicester Stanhope, V conte di Harrington (2 settembre 1784-7 settembre 1862);
- FitzRoy Richard Henry Stanhope (24 aprile 1787-11 aprile 1864), sposò Caroline Wyndham, ebbero due figli;
- Lord Francis Charles Stanhope (29 settembre 1788-9 ottobre 1862), sposò Hannah Wilson, ebbero tre figli;
- Lord Henry William Stanhope (2 agosto 1790-21 giugno 1872), sposò Fanny Copere, non ebbero figli;
- Lady Caroline Anne Stanhope (20 novembre 1791-25 novembre 1853), sposò Edward Ayshford Sanford, non ebbero figli;
- Lady Charlotte Augusta Stanhope (15 febbraio 1793-15 febbraio 1859), sposò Augustus FitzGerald, III duca di Leinster, ebbero quattro figli;
- Lord Augustus Stanhope (25 marzo 1794 - 8 dicembre 1831).

## Morte
Morì il 5 settembre 1829, all'età di 76 anni.

## Ascendenza
|                                              |                                      |                                               | Genitori                                  |  |  | Nonni |  |  | Bisnonni         |  |  | Trisnonni         |  |
|                                              |                                      |                                               |                                           |  |  |       |  |  | 8. John Stanhope |  |  | 16. John Stanhope |  |
|                                              |                                      |                                               |                                           |  |  |       |  |  | 8. John Stanhope |  |  | 16. John Stanhope |  |
|                                              |                                      | 17. Jane Curzon                               |                                           |  |  |       |  |  | 8. John Stanhope |  |  |                   |  |
| 4. William Stanhope, I conte di Harrington   |                                      |                                               |                                           |  |  |       |  |  | 8. John Stanhope |  |  |                   |  |
|                                              |                                      | 9. Dorothy Agard                              | 18. Charles Agard                         |  |  |       |  |  |                  |  |  |                   |  |
|                                              |                                      | 9. Dorothy Agard                              | 18. Charles Agard                         |  |  |       |  |  |                  |  |  |                   |  |
|                                              |                                      | 9. Dorothy Agard                              | 19. Lucy Brudenell                        |  |  |       |  |  |                  |  |  |                   |  |
| 2. William Stanhope, II conte di Harrington  |                                      | 9. Dorothy Agard                              |                                           |  |  |       |  |  |                  |  |  |                   |  |
|                                              |                                      | 10. Edward Griffith                           | 20. Thomas Griffith                       |  |  |       |  |  |                  |  |  |                   |  |
|                                              |                                      | 10. Edward Griffith                           | 20. Thomas Griffith                       |  |  |       |  |  |                  |  |  |                   |  |
|                                              |                                      | 10. Edward Griffith                           | 21. N. Irwin                              |  |  |       |  |  |                  |  |  |                   |  |
| 5. Anne Griffith                             |                                      | 10. Edward Griffith                           |                                           |  |  |       |  |  |                  |  |  |                   |  |
|                                              |                                      | 11. Elizabeth Lawrence                        | 22. Thomas Lawrence                       |  |  |       |  |  |                  |  |  |                   |  |
|                                              |                                      | 11. Elizabeth Lawrence                        | 22. Thomas Lawrence                       |  |  |       |  |  |                  |  |  |                   |  |
|                                              |                                      | 11. Elizabeth Lawrence                        | 23. Frances Chauncy                       |  |  |       |  |  |                  |  |  |                   |  |
| 1. Charles Stanhope, III conte di Harrington |                                      | 11. Elizabeth Lawrence                        |                                           |  |  |       |  |  |                  |  |  |                   |  |
|                                              | 12. Henry FitzRoy, I duca di Grafton | 24. Carlo II d'Inghilterra                    |                                           |  |  |       |  |  |                  |  |  |                   |  |
|                                              | 12. Henry FitzRoy, I duca di Grafton | 24. Carlo II d'Inghilterra                    |                                           |  |  |       |  |  |                  |  |  |                   |  |
|                                              | 12. Henry FitzRoy, I duca di Grafton | 25. Barbara Villiers                          |                                           |  |  |       |  |  |                  |  |  |                   |  |
| 6. Charles FitzRoy, II duca di Grafton       | 12. Henry FitzRoy, I duca di Grafton |                                               |                                           |  |  |       |  |  |                  |  |  |                   |  |
|                                              |                                      | 13. Isabella Bennet, II contessa di Arlington | 26. Henry Bennet, I conte di Arlington    |  |  |       |  |  |                  |  |  |                   |  |
|                                              |                                      | 13. Isabella Bennet, II contessa di Arlington | 26. Henry Bennet, I conte di Arlington    |  |  |       |  |  |                  |  |  |                   |  |
|                                              |                                      | 13. Isabella Bennet, II contessa di Arlington | 27. Elisabetta di Nassau-Beverweerd       |  |  |       |  |  |                  |  |  |                   |  |
| 3. Caroline Fitzroy                          |                                      | 13. Isabella Bennet, II contessa di Arlington |                                           |  |  |       |  |  |                  |  |  |                   |  |
|                                              |                                      | 14. Charles Somerset, marchese di Worcester   | 28. Henry Somerset, I duca di Beaufort    |  |  |       |  |  |                  |  |  |                   |  |
|                                              |                                      | 14. Charles Somerset, marchese di Worcester   | 28. Henry Somerset, I duca di Beaufort    |  |  |       |  |  |                  |  |  |                   |  |
|                                              |                                      | 14. Charles Somerset, marchese di Worcester   | 29. Mary Capell                           |  |  |       |  |  |                  |  |  |                   |  |
| 7. Henrietta Somerset                        |                                      | 14. Charles Somerset, marchese di Worcester   |                                           |  |  |       |  |  |                  |  |  |                   |  |
|                                              |                                      | 15. Rebecca Child                             | 30. Josiah Child di Wanstead, I baronetto |  |  |       |  |  |                  |  |  |                   |  |
|                                              |                                      | 15. Rebecca Child                             | 30. Josiah Child di Wanstead, I baronetto |  |  |       |  |  |                  |  |  |                   |  |
|                                              |                                      | 15. Rebecca Child                             | 31. Mary Atwood                           |  |  |       |  |  |                  |  |  |                   |  |
|                                              |                                      | 15. Rebecca Child                             |                                           |  |  |       |  |  |                  |  |  |                   |  |